# Ashikaga Mochiuji

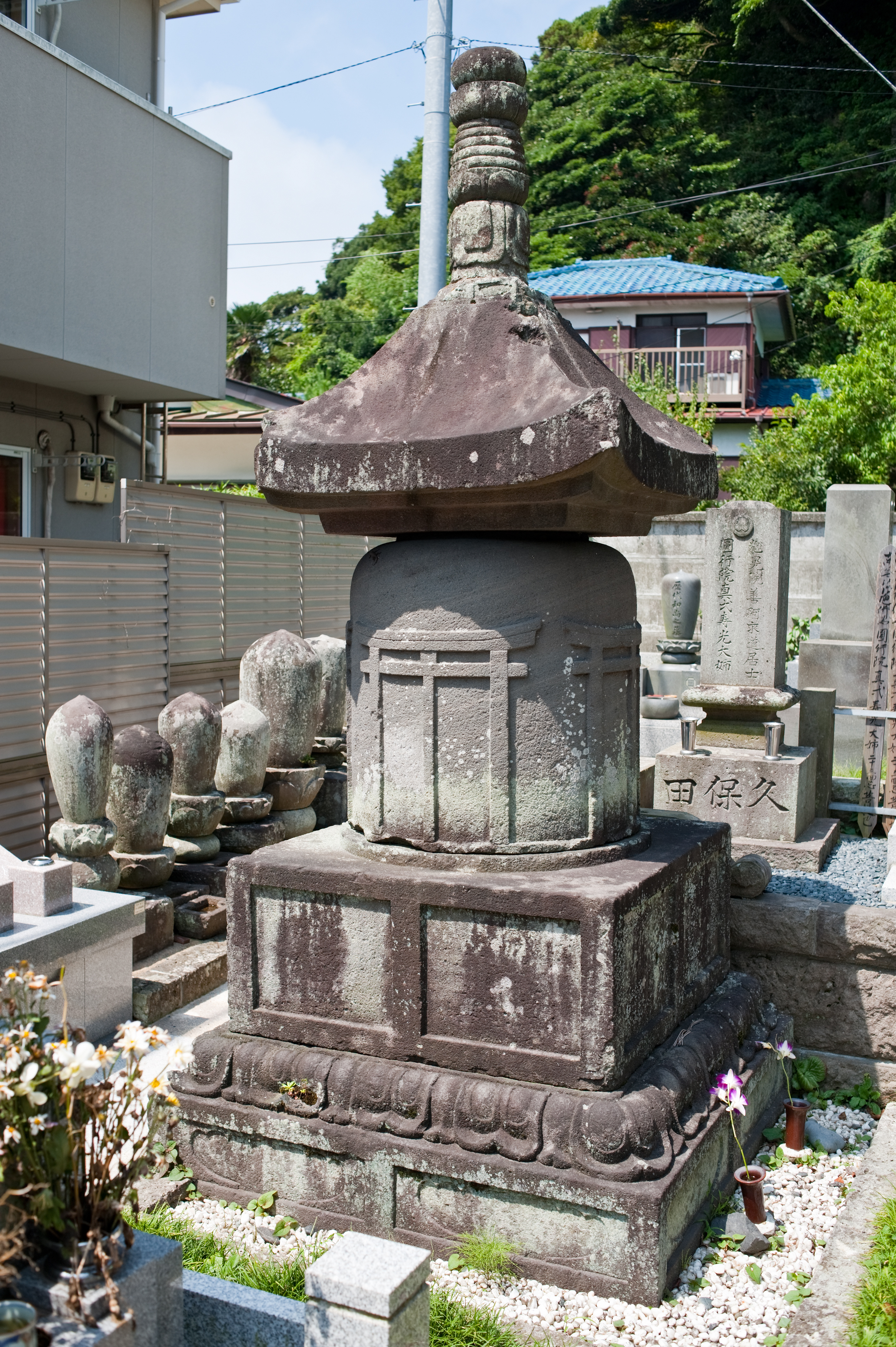
Grabmal, Ashikaga Mochiuji zugeschrieben

Ashikaga Mochiuji (japanisch 足利 持氏; geb. 1398; gest. 24. März 1439) war ein hoher japanischer Beamter (4. Kamakura Kanryō, also Verwalter des Gebietes von Kamakura) während der Muromachi-Zeit.

## Leben und Wirken
Ashikaga Mochiuchi, Sohn des Ashikaga Mitsukane (足利 満兼; 1376–1409), war erst elf Jahre alt, als er seinem Vater als 4. Kanryō nachfolgte. Zu Beginn regierte Uesugi Norisada (上杉 徳貞), Shitsuji, an seiner Stelle. Nach dessen Tode übernahm 1411 Norisadas Sohn Ujinori (上杉氏憲; † 1417) diese Aufgabe. Fünf Jahre später organisierte Ujinori ein Komplott, um Mochiuji durch dessen Bruder Mochinaka (持仲; † 1417) zu ersetzen. Mochiuji wandte sich umgehend an Uesugi Morimoto (上杉憲基; 1388–1418) und bat ihn um Hilfe. Er suchte erst Zuflucht in der Provinz Ise, dann in Suruga, bis Imagawa Noritada (今川 範忠; 1408–1461) ihn schließlich nach Kyōto brachte. Shōgun Ashikaga Yoshimochi befahl allen Daimyō, in der Kantō-Gegend, Mochiuji zu unterstützen. Inzwischen kam Morimoto, der Truppe in der Provinz Echigo ausheben konnte, von dort zurück und konnte so Ujinori schlagen. Mochiuji kehrte nach Kamakura zurück, wo Mochinaka sich inzwischen getötet hatte.
Nach dem Tode Yoshimochis 1428 versuchte Mochiuji vergeblich, dessen Nachfolge als Shogun anzutreten. Als dann Yoshinori das Amt erhielt, schwor Mochiuji Rache. Überzeugt, dass Uesugi Norizane (1410–1466) der Grund seines Fehlschlags war, beschloss Mochiuji, diesen loszuwerden. Da aber Norizane in Kantō sowohl Macht besaß als auch populär war, war das nicht einfach. Mochiuji beriet Maßnahmen mit Isshiki Naokane und Uesugi Norinao, aber das wurde entdeckt: Mochiuji musste sich bei Norizane entschuldigen und seine beiden Verbündeten ins Exil schicken. Als Mochiuji weitere Versuche unternahm, zog sich Norizane auf seine Burg Hirai in der Provinz Kōzuke zurück und benachrichtige den Shōgun über die Vorfälle. Dieser ordnete an, Mochiuji zu beseitigen. Mochiuji wurde 1439 im Tempel Eian-ji (永安寺) in der Provinz Musashi gestellt und nahm sich das Leben. Sein Onkel Mitsusada und sein ältester Sohn Yoshihisa (足利義久) nahmen sich im Tempel Hōkoku-ji (報国寺) in Kamakura ebenfalls das Leben. Damit endete nach 90 Jahren das Amt des Kanryō in der Ashikaga-Familie.
Die drei jüngeren Söhne Mochiujis flohen jedoch nach Nikkō. 1440 holte Yūki Ujitomo (氏朝; 1398–1441), Daimyō auf der Burg Koga in der Provinz Shimousa, die Söhne zu sich und setzte sich für ihre Sache ein. Seine Burg wurde aber erobert, er verlor sein Leben dabei. Zwei seiner Schützlinge, Haruō-maru (春王丸) und Yasuō-maru (安王丸), wurden auf der Flucht in der Provinz Mino gefasst und hingerichtet, der ältere war 13 Jahre alt und der jüngere erst 11.